# 千里丘新町
千里丘新町（せんりおかしんまち）は、大阪府摂津市にある地名。

## 地理
摂津市の北西部に位置し、東と北に千里丘、南に阪急正雀、西に吹田市と接している。

## 歴史
- 2015年(平成27年)3月2日 - 千里丘四丁目及び千里丘七丁目の各一部を分離し、千里丘新町を設置[5]。

## 世帯数と人口
2024年（令和6年）4月30日現在（摂津市発表）の世帯数と人口は以下の通りである。
| 町丁       | 世帯数   | 人口    |
| ---------- | -------- | ------- |
| 千里丘新町 | 1098世帯 | 2,651人 |

## 学区
市立小・中学校に通う場合、学区は以下の通りとなる（2018年8月時点）。
| 番・番地等 | 小学校               | 中学校             |
| ---------- | -------------------- | ------------------ |
| 全域       | 摂津市立千里丘小学校 | 摂津市立第三中学校 |

## 施設
- 明和池公園[7]
- 健都イノベーションパーク
  - 健都イノベーションパークNKビル
    - 国立健康・栄養研究所[8]

  - ニプロ 本社[9]
    - ニプロファーマ 本社[10]
    - ニプロESファーマ 本社[11]
- ドナルド・マクドナルド・ハウスおおさか健都[12]

## その他

### 日本郵便
- 郵便番号 : 566-0002[3]（集配局：摂津郵便局[13]）。